# NGC 277
NGC 277 је елиптична галаксија у сазвежђу Кит која се налази на NGC листи објеката дубоког неба.
Деклинација објекта је - 8° 35' 47" а ректасцензија 0h 51m 17,2s. Привидна величина (магнитуда) објекта NGC 277 износи 13,7 а фотографска магнитуда 14,7. NGC 277 је још познат и под ознакама MCG -2-3-28, NPM1G -08.0030, PGC 2995.